# کشانک
کشانک، روستایی در دهستان آلمه بخش سملقان شهرستان سملقان در استان خراسان شمالی ایران است. این روستا، مرکز دهستان آلمه است.

## جمعیت
بر پایه سرشماری عمومی نفوس و مسکن در سال ۱۳۹۵، جمعیت این روستا برابر با ۲٬۸۰۷ نفر (۸۸۶ خانوار) بوده‌است.